# Rio Diviciori
O Rio Diviciori é um rio da Romênia, afluente do Fizeş, localizado no distrito de Cluj.